# Ivan Sutherland
Ivan Edward Sutherland (Hastings (Nebraska), 16 mei 1938) is een Amerikaans computerwetenschapper en internetpionier. Hij wordt beschouwd als de grondlegger van computer-aided design (CAD) vanwege zijn uitvinding van Sketchpad. In 1988 werd hij "voor zijn pionierswerk en visionaire bijdragen aan computergraphics" onderscheiden met de A.M. Turing Award.

## Biografie
Sutherland werd geboren in Nebraska als zoon van een civiel ingenieur en een lerares. Hij studeerde elektrotechniek aan het Carnegie Institute of Technology. Na het behalen van zijn bachelordiploma in 1959 ging hij naar Caltech waar hij het jaar erop zijn mastergraad verkreeg om ten slotte in 1963 onder Claude Shannon te promoveren aan het Massachusetts Institute of Technology (MIT).
Tijdens zijn onderzoek als promovendus van MIT werkte hij op een Lincoln TX-2 computer die uitgerust was met een beeldbuis en een lichtpen. Dit bracht hem op het idee om een computersysteem te gaan ontwerpen waarmee het intikken van formules en coördinaten overbodig werd. Dit leidde in 1962 tot het ontwerp van van Sketchpad: A Man-Machine Graphical Communication System. Sketchpad was een computerprogramma dat gebruik maakte van een grafische gebruikersomgeving (GUI), een omgeving die iconen en tekeningen op het scherm zette. Met de lichtpen konden deze tekeningen vervolgens eenvoudig gewijzigd worden.
Na zijn promotie ging hij in dienst en kwam terecht bij het Defense Advanced Research Projects Agency (DARPA). Hier deed hij onderzoek naar onder meer kunstmatige intelligentie en timesharing. In 1966 verliet hij het leger en werd hoogleraar aan Harvard, gevolgd door hoogleraarschappen in Utah (1968-1974) en Californië Institute of Technology (1974-1978).
In 1968 creëerde Sutherland, met de hulp van zijn student Rob Sproull, de eerste head-up display – "The Sword of Damacles" genaamd omdat die vanwege zijn omvang en gewicht aan een kabel aan het plafond hing. Ondanks de relatief eenvoudige grafische weergave met draadmodellen liep hij met zijn helm zo'n dertig jaar vooruit op grootschalige toepassingen van virtual reality.
1966: Alan J. Perlis ·
1967: Maurice V. Wilkes ·
1968: Richard Hamming ·
1969: Marvin Minsky ·
1970: J.H. Wilkinson ·
1971: John McCarthy ·
1972: Edsger Dijkstra ·
1973: Charles W. Bachman ·
1974: Donald E. Knuth ·
1975: Allen Newell, Herbert Simon ·
1976: Michael Rabin, Dana S. Scott ·
1977: John Backus ·
1978: Robert W. Floyd ·
1979: Kenneth E. Iverson ·
1980: Tony Hoare ·
1981: Edgar F. (Ted) Codd ·
1982: Stephen A. Cook ·
1983: Ken Thompson, Dennis M. Ritchie ·
1984: Niklaus Wirth ·
1985: Richard M. Karp ·
1986: John Hopcroft, Robert Tarjan ·
1987: John Cocke ·
1988: Ivan Sutherland ·
1989: William Kahan ·
1990: Fernando J. Corbató ·
1991: Robin Milner ·
1992: Butler Lampson ·
1993: Juris Hartmanis, Richard E. Stearns ·
1994: Edward Feigenbaum, Raj Reddy ·
1995: Manuel Blum ·
1996: Amir Pnueli ·
1997: Douglas Engelbart ·
1998: Jim Gray ·
1999: Frederick P. Brooks, Jr. ·
2000: Andrew Chi-Chih Yao ·
2001: Ole-Johan Dahl, Kristen Nygaard ·
2002: Ron Rivest, Adi Shamir, Leonard M. Adleman ·
2003: Alan Kay ·
2004: Vinton G. Cerf, Robert E. Kahn ·
2005: Peter Naur ·
2006: Frances E. Allen ·
2007: Edmund M. Clarke, E. Allen Emerson, Joseph Sifakis ·
2008: Barbara Liskov ·
2009: Charles Thacker ·
2010: Leslie Valiant ·
2011: Judea Pearl ·
2012: Shafi Goldwasser, Silvio Micali ·
2013: Leslie Lamport ·
2014: Michael Stonebraker ·
2015: Martin Hellman, Whitfield Diffie ·
2016: Tim Berners-Lee ·
2017: John L. Hennessy, David Patterson ·
2018: Yoshua Bengio, Geoffrey Hinton, Yann LeCun ·
2019: Patrick M. Hanrahan, Edwin E. Catmull ·
2020: Alfred Aho, Jeffrey Ullman ·
2021: Jack Dongarra ·
2022: Robert Metcalfe ·
2023: Avi Wigderson